# Stefanie Sycholt
Stefanie Sycholt (* 1963 in Pretoria) ist eine südafrikanische Regisseurin, Filmproduzentin und Drehbuchautorin.

## Leben
Sycholt studierte Englisch bei J. M. Coetzee sowie Politikwissenschaft und Filmtheorie an der Universität von Natal und der Universität Kapstadt. Sycholt war in der Anti-Apartheid-Studentenbewegung aktiv und arbeitete als Medienbeauftragte für die National Union of South African Students. Sie leitete das Produktionsteam AVA, das 1990 Nelson Mandelas Welcome Home Rally in Durban filmte. Anschließend reiste Sycholt nach Deutschland, um an der Hochschule für Fernsehen und Film München zu studieren. Danach arbeitete sie in der Abteilung kreatives Schreiben derselben Hochschule sowie als Autorin und Regisseurin.
Im Jahr 2001 gab Sycholt ihr Langfilmregiedebüt mit Malunde. Der Film erzählt die Geschichte eines Jungen namens Wonderboy, der sich mit einem ehemaligen Soldaten des weißen Regimes anfreundet. Der Film wurde mit sechs Avanti-Preisen ausgezeichnet, darunter für die beste Regie, ein Teil des Gewinns ging an Mandelas Wohltätigkeitsorganisation für Straßenkinder. 2007 führte sie bei der Fernsehkomödie Gwendolyn Regie. 2010 schrieb sie das Drehbuch, führte Regie und war Koproduzentin von Themba – Das Spiel seines Lebens. Der Film basiert auf dem Roman Themba von Lutz van Dijk und ist ein Familiendrama, das die Geschichte eines fußballbegeisterten Jungen und seiner Mutter erzählt, die sich mit AIDS infiziert. Themba wurde auf dem Zanzibar International Film Festival 2010 mit dem UNICEF Child Rights Award ausgezeichnet. Sycholt hat bei mehreren Episoden der Reihe „Ein Sommer in …“ und der Inga-Lindström-Reihe das Drehbuch geschrieben und Regie geführt.
Sycholt ist mit einem argentinischen Filmemacher verheiratet und hat einen Sohn. Sie lebt abwechselnd in Deutschland, Argentinien und Südafrika.

## Filmografie
- 1998: MBUBE – Die Nacht der Löwen (Regie)
- 2001: Malunde (Drehbuch, Regie)
- 2007: Gwendolyn (Regie)
- 2007: Tango zu dritt (Drehbuch)
- 2010: Ellas Geheimnis (Drehbuch)
- 2010: Themba (Drehbuch, Co-Produktion, Regie)
- 2010: Ein Sommer in Kapstadt (Drehbuch)
- 2010: Ein Sommer in Marrakesch (Drehbuch)
- 2011: Ein Sommer in den Bergen (Drehbuch)
- 2012: Die Löwin (Drehbuch, Regie)
- 2013: Weit hinter dem Horizont (Drehbuch, Regie)
- 2016: Inga Lindström: Familienbande (Drehbuch)
- 2016: Inga Lindström: Zurück ins Morgen (Drehbuch)
- 2017: Inga Lindström: Kochbuch der Liebe (Drehbuch)
- 2018: Cecelia Ahern: Dich zu lieben (Regie)
- 2018: Inga Lindström: Lilith und die Sache mit den Männern (Drehbuch, Regie)
- 2018: Inga Lindström: Die andere Tochter (Drehbuch, Regie)
- 2019: Inga Lindström: Klang der Sehnsucht (Drehbuch, Regie)
- 2019: Inga Lindström: Familienfest in Sommerby (Drehbuch, Regie)
- 2020: Inga Lindström: Das gestohlene Herz (Drehbuch, Regie)
- 2022: Inga Lindström: Schmetterlinge im Bauch (Drehbuch, Regie)
- 2022: Ein Sommer am Gardasee (Drehbuch, Regie)
- 2024: Un/Dressed (Drehbuch)
- 2024: Rosamunde Pilcher: Verliebt in einen Butler (Drehbuch)
- 2025: Ein Sommer in Italien (Drehbuch, Regie)
- 2025: Fall for Me (Drehbuch)